# Serfőző Attila
Serfőző Attila, (Debrecen, 1960. július 13.–) festőművész, író, költő, szerkesztő; ökölvívó versenybíró és edző.

## Pályafutása
Egyszerű munkásemberek gyermekeként született. 15 éves korában kezdett el bokszolni, majd 18 évesen Németországba (a volt NDK-ba) ment tanulni és dolgozni.
Az 1990-es évek végén, autodidakta módon kezdett el festeni, első önálló kiállítását 2005-ben rendezte meg. Néhány kiállítást követően Koday László festőművész felkérésére csatlakozott az Országos Képző és Iparművészeti Társasághoz. Potyók Tamás festőművész festőtanodájának növendéke volt, majd Tarnóczy József festőművész tanodáját is látogatta. (Festményeire jellemző a szimbolikus-expresszív és a lírai-látomásos stílus, de szívesen kísérletezik új kifejezésmódokkal, anyagokkal és technikákkal is.)
Ezzel párhuzamosan a Magyar Író Akadémia szépírói mesterkurzusának lett hallgatója (tanárai:Balla Zsófia, Békés Pál, Konrád György, Háy János, Kornis Mihály, Závada Pál, Parti Nagy Lajos, Karafiáth Orsolya, Kukorelly Endre, Vámos Miklós, Márton László, Lázár Ervin, Csaplár Vilmos voltak).
Irodalmi és alkalmazott írói referensként a Héttorony irodalmi magazin tagja, majd tulajdonosa és főszerkesztője lett. Versei a Héttorony és az Irodalmi Rádió antológiáiban, valamint a Néző Pont című folyóiratban jelentek meg; első önálló kötete 2006-ban látott napvilágot (könyveit saját grafikái és festményei illusztrálják).
Az ökölvívás szerelmese. Előbb a DSI-ben (Debreceni Sportiskola), majd a DMVSC-ben (Debreceni Munkás Vasutas Sport Club) kisebb-nagyobb eredményekkel, egészen felnőtt koráig öklözött. A Dr.Csötönyi Sándor vezette Magyar Ökölvívó Szakszövetség égisze alatt 2004-ben versenybírói vizsgát tett, majd 2007-ben megszerezte a nemzetközi minősítést, amivel a szorítóban számtalan országban képviselte a hazai színeket. Néhány évre rá az ökölvívó edzői diplomát szerezte meg.
A Szent Jakab út zarándoka: 2013 – 2018 között, összesen hat alkalommal (hat különböző útvonalon) jutott el Santiago de Compostela katedrálisába.
Három gyermeke van: Serfőző László, Serfőző Evelin, Serfőző Noémi.

## Díjai, elismerései
- 2004 – a Royal College of Art különdíja (Eternal Mystery című festményéért)
- 2007 – az OKIT[3] különdíja (Az utolsó menet című festményéért)
- Az "OKIT" Országos Képző- és Iparművészeti Társaság tagja és díjazottja.[4]

## Könyvek
- A színfalak mögött (versek). Ser-Müller Kiadó Kft., Debrecen, 2006. ISBN 978-963-06-0701-8
- Vallomás (versek és novellák). Ser-Müller Kiadó Kft., Debrecen, 2007. ISBN 978-963-06-1937-0
- Lélekfoltozó (novellák és versek). Ser-Müller Kiadó Kft., Debrecen, 2008. ISBN 978-963-06-4448-8
- Rögök (válogatott és új versek, novellák; versek angol fordításban). Ser-Müller Kiadó Kft., Debrecen, 2011. ISBN 978-963-08-1406-5
- Zárt ajtók mögött (versek és festmények). Ser-Müller Kiadó Kft., Debrecen, 2012. ISBN 978-963-89618-0-8
- Buen Camino (versek és prózák). Ser-Müller Kiadó Kft., Debrecen, 2014. ISBN 978-963-89618-1-5
- Ex libris (versek és novellák). Ser-Müller Kiadó Kft., Debrecen, 2015. ISBN 978-963-89618-2-2
- Santiagóig (útleírás). EX-IMP Kft. Miskolc, 2017. ISBN 978-615-5150-23-4
- A horizonton túl (versek). EX-IMP Kft. Miskolc, 2017. ISBN 978-615-5150-24-1

## Kiadványok
- Héttorony Antológia 2006-2017
- Vallomás Archiválva 2018. március 2-i dátummal a Wayback Machine-ben (Rukkola)

## Interjúk
- Lélekfoltozó bokszkesztyűben Archiválva 2018. március 2-i dátummal a Wayback Machine-ben
- Meglepő visszavonulás, abbahagyta a legfoglalkoztatobb bíró Archiválva 2018. április 5-i dátummal a Wayback Machine-ben